# مانه باییچ
مانه باییچ (انگلیسی: Mane Bajić؛ ۷ دسامبر ۱۹۴۱ – ۶ مارس ۱۹۹۴) بازیکن فوتبال اهل یوگسلاوی بود.
از باشگاه‌هایی که در آن بازی کرده‌است می‌توان به باشگاه فوتبال لیل و باشگاه فوتبال پارتیزان اشاره کرد.
وی همچنین در تیم ملی فوتبال یوگسلاوی بازی کرده‌است.